# Pedro Celestino Negrete
Pour les articles homonymes, voir Negrete.
Pedro Celestino Negrete (14 mai 1777 Karrantza, Espagne - 11 avril 1846 Bordeaux, France) est un homme politique mexicain, membre du Suprême Pouvoir Exécutif au Mexique entre 1er avril 1823 et 10 octobre 1824 avec les membres titulaires Guadalupe Victoria et Nicolás Bravo Rueda, aussi les membres suppléants Vicente Guerrero, José Mariano Michelena et Miguel Domínguez. Ce Suprême Pouvoir Exécutif a gouverné au Mexique après l'Empire mexicain d'Augustin Ier et avant de la République Fédérale avec le président Guadalupe Victoria,,